# 脊海星
脊海星（學名：Tropidaster）是一屬已滅絕的海星。牠們生存於早侏羅世的淺海中。其化石主要分布在歐洲。本屬的體型很小，有五條粗鈍的花瓣狀腕和巨大突出的口骨板。步帶溝的張口很大，寬闊的間步帶小骨構成了腕的下部。每條腕上都有一列顯著的棘。

## 外部連結
- Tropidaster （页面存档备份，存于） in the Paleobiology Database